# Baczyna (obwód lwowski)
Baczyna (ukr. Бачина) – wieś w rejonie samborskim (wcześniej w rejonie starosamborskim) obwodu lwowskiego Ukrainy, nad Dniestrem. Liczy około 366 mieszkańców. Podlega torczynowickiej silskiej radzie.
Od 1905 przez wieś przebiega linia kolejowa łącząca Użhorod z Samborem. Znajduje tu się przystanek kolejowy Sozań, położony na linii Sambor – Czop.
W 1921 liczyła 301 mieszkańców. W okresie międzywojennym w granicach Polski, wchodziła w skład powiatu starosamborskiego.

## Ważniejsze obiekty
- Cerkiew św. Trójcy w Baczynie